# Josef Kubíček

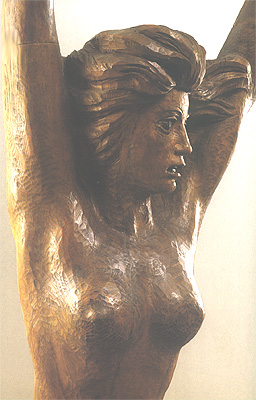
Josef Kubíček: Vítězství

Josef Kubíček (13. března 1890 Slatina nad Zdobnicí - 29. listopadu 1972 Brno), byl český malíř, sochař a řezbář.
Patřil mezi výrazné osobností českého realistického sochařství počátku dvacátého století. Byl žákem Josefa Václava Myslbeka, mladším bratrem akademického sochaře Leoše Kubíčka a osobním přítelem malíře Jana Trampoty. Obdobně jako jeho bratr Leoš Kubíček byl sochařem a věnoval se především řezbářství zaměřenému na tvorbu dřevěných plastik; při své práci vycházel z řezbářské tradice podhůří Orlických hor. Pod vlivem Jana Trampoty se kromě toho věnoval malířské tvorbě.

## Život a dílo

### Učební léta a studium
- 13. března 1890 se narodil Josef Kubíček ve Slatině nad Zdobnicí jako nejmladší ze šesti dětí chudé rodiny manželů Kubíčkových. Byl mladším bratrem akademického sochaře Leoše Kubíčka.

Mládí prožil v podhůří Orlických hor, v němž nacházeli náměty pro svou uměleckou tvorbu takoví umělci jako byli Antonín a Jan Slavíčkovi, Herbert Masaryk, Vojtěch Sedláček, Vincenc Beneš, Miloslav Holý, Otakar Nejedlý, Jan Trampota, Josef Hubáček a další.
- 1904 Podle vzoru svého staršího bratra Leoše odešel do nedalekého Žamberka, kde se vyučil řezbářství v řezbářské dílně Josefa Rouse. Řezbářské řemeslo se tak stalo významnou motivací pro jeho budoucí životní cestu.

- 1906-1908 Společně se svým starším bratrem Leošem se vydal na zkušenou do Bavorska. Neměli však moc velké štěstí. Práci našli až teprve v Hotterově řezbářské dílně pro kostelní umění v Augsburgu.

- 1909 Zahájil studium na Umělecko průmyslové škole v Mnichově.

- 1911-1913 Po čtyřletém pobytu v Německu pokračoval ve studiu na pražské Akademii výtvarných umění v ateliéru profesora Josefa Václava Myslbeka. Po absolvování tří semestrů se však opět vrátil do Mnichova.

- 1913 Spolu se svým bratrem Leošem se vydal na stipendijní cestu do Itálie „za poznáním základů kumštu“. Především do Florencie a Říma, kde se seznámil s nezapomenutelnými díly sochařů Donnatella, Verrocchia, Michelangela a Giovanniho de Bologna.

- 1914 Dokončil své sochařské vzdělání u profesora Hermanna Hahna na tamější Královské akademii. Vrací se do Prahy, kde se seznámí s Janem Trampotou.

### I. světová válka
- 1914-1918 Počátkem války se Josef Kubíček vrátil domů do Slatiny nad Zdobnicí. Vědomí existence válečných útrap mohutně provokovalo začínajícího tvůrce k umělecké činnosti. Věnoval se nejen řezbářství a sochařství, ale i malbě. Tragické události válečných let se odrážely v jeho dřevorytech zobrazujících jezdce na koních, raněné muže, utečence, účastníky pohřbu. Obdobné motivy najdeme i v jeho dřevořezbách ( Melancholie, Judita, Anděl smrti, Lítice - 1917) i v jeho bronzu (Padlý kamarád - 1924). Vytvořil také řadu komorních plastik a soch. Patří k nim např. portrétní díla (Maminka – 1916) a sochy (Adam - 1920 a Mládí – 1921).

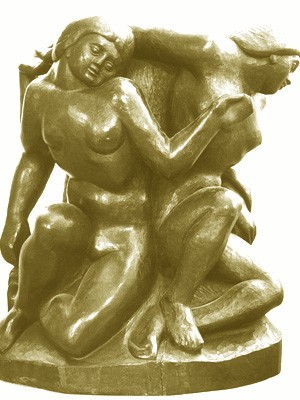
Melancholie - 1917
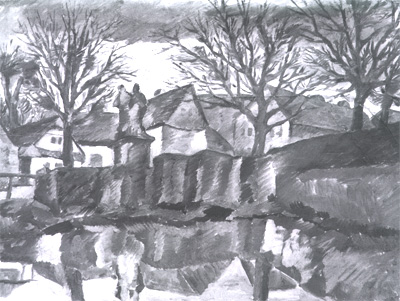
Z Nových Hradů

Dokladem jeho tvůrčí invence a všestrannosti se stal jeho pobyt na zámku v Nové Vsi u Chotěboře, kam byl roku 1915 spolu se svým přítelem Janem Trampotou pozván mecenáškou Jarmilou Mixovou-Šťastnou. Intenzivně se tam ve společnosti malíře Jana Trampoty věnovat krajinomalbě.
- 1917 Koncem války se mladému umělci konečně podařilo nalézt dočasný domov v Nových Hradech u Vysokého Mýta. Oženil se s Marií Čihákovou. 1917 se jim narodila dcera Jarmila a roku 1921 i syn Jánuš, který se později, stejně jako jeho otec, stal malířem.

### Meziválečné období
- 1919-1923 Stává se členem Spolku výtvarných umělců Mánes. Maluje spolu s Janem Trampotou, který na jeho pozvání přijíždí do Nových Hradů. Navštěvuje Ostravsko, Oravu, Slovensko a Zakarpatskou Ukrajinu. Zakládá Skupinu výtvarných umělců v Brně. Vědomí vlivu válečných útrap na život prostých lidí výrazně poznamenalo i jeho poválečnou tvorbu (Utrpení Slovanů ve světové válce - 1919, Pád letce - 1920, Raněný jezdec - 1920, Bratrovražda - 1921). Později přerostlo do výrazu jeho vnitřní účasti s osudy prostého člověka odrážejícím se například v cyklech jeho dřevorytů věnovaných životu lidí národnostně se probouzejícího Slovenska. Jeho celoživotní přítel Jan Trampota se definitivně stěhuje k jeho bratrovi Leoši Kubíčkovi do Pěčína.

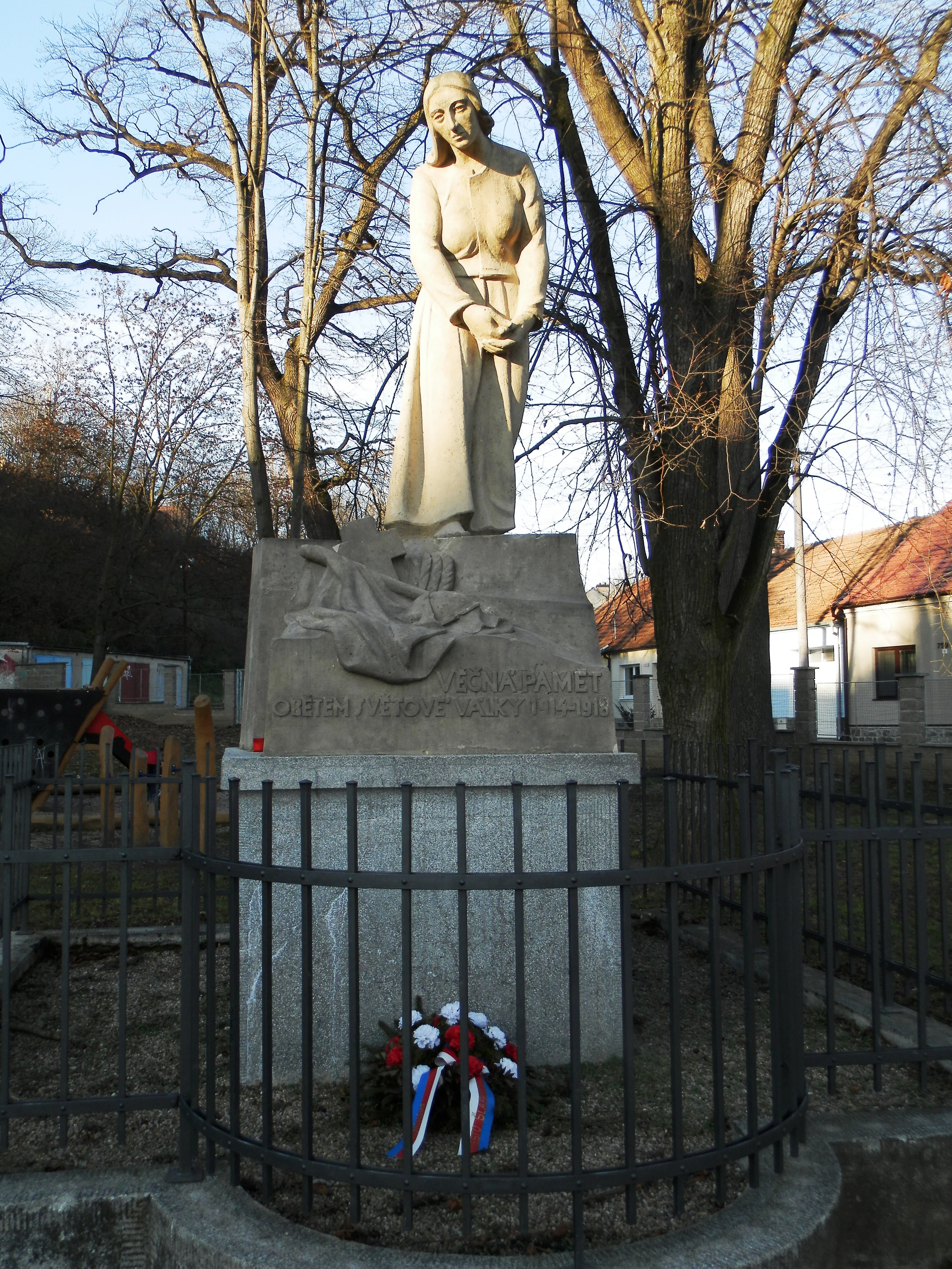
Pomník padlých Šlapanice u Brna
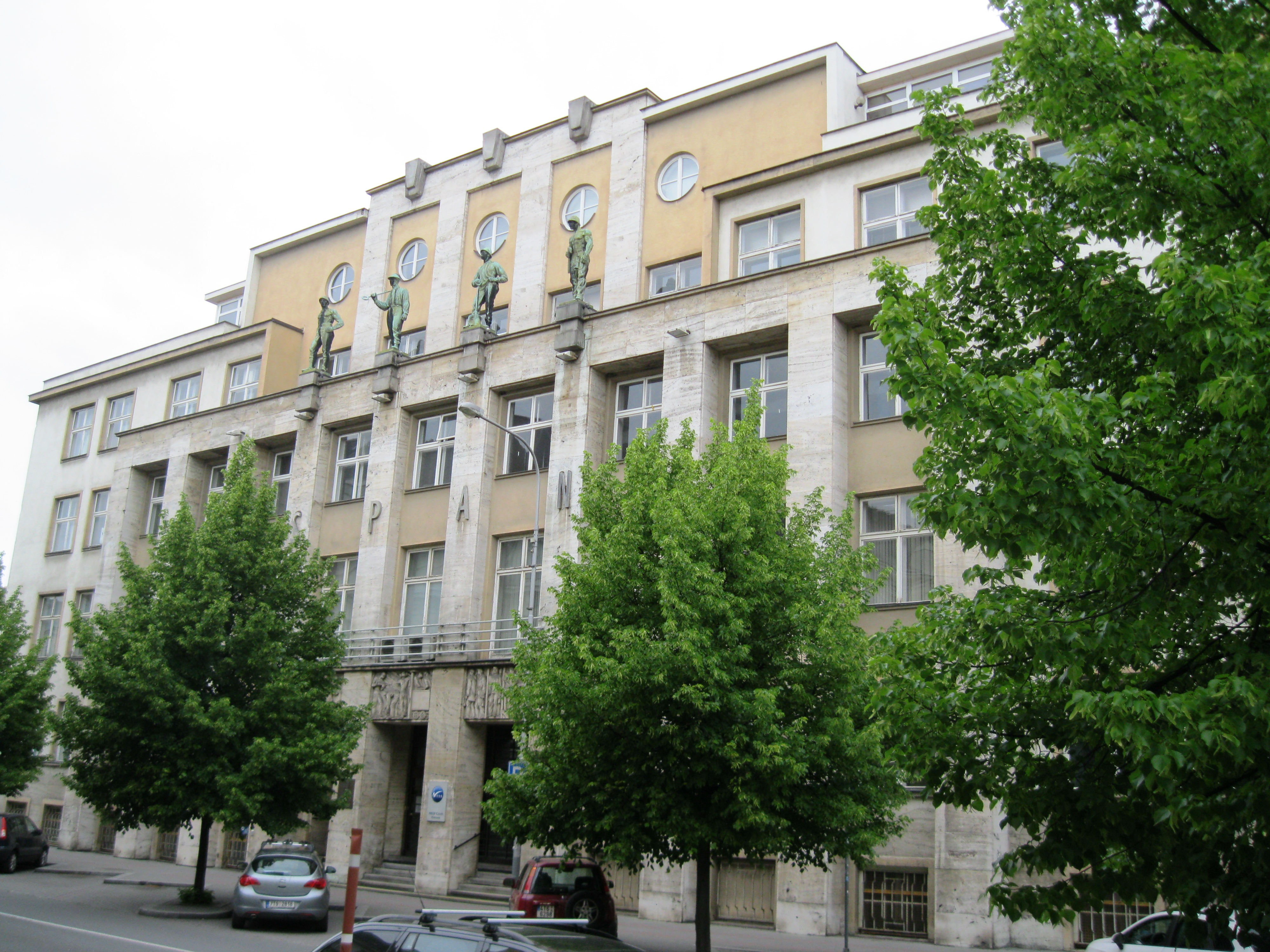
Ředitelství Báňské a hutní společnosti, Moravská Ostrava
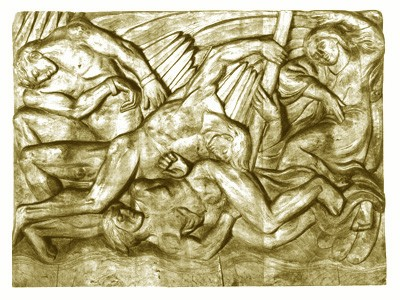
Utrpení Slovanů - 1919
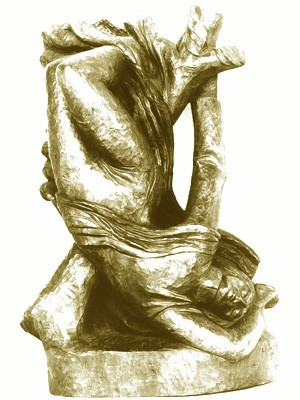
Pád letce - 1920

- V roce 1924 vytvořil v pískovci vytvořil pomník padlých ve Šlapanicích u Brna. Obdržel od ministerstva kultury stipendium ke studijní cestě do Francie. Věnoval se studiu sbírek pařížských muzeí, zejména tvorbě Rodina, Bourdella, Maillola a Renoira. Hodně kreslil. Vytvořil sochu Muži táhnoucí lano. Po půlročním pobytu ve Francii se vrátil domů a natrvalo se s celou rodinou přestěhoval z Nových Hradů do Brna a stal se zakládajícím členem Skupiny výtvarných umělců usilujících o šíření moderního umění na Moravě.

- V letech 1926-1930 Věnuje se sochařské tvorbě z pálené hlíny, sádře, bronzu, kameni a alabastru. Jeho tvorba je výrazně zaměřena na poetické téma ženy a dívky. Projevilo se to nejen v jeho dřevořezbách (Strom života - 1921), ale i v dílech vytvořených technikou terakoty (Děvče s holubem - 1927, Krmení holubů - 1927, Zívající - 1927) nebo (Vzpomínka, Muž a žena, Matka s dětmi, Zpověď).

- V letech 1929-1931 svá díla naopak věnoval oslavě chlapské práce (Zavalená sloj - 1924, Hlava horníka - 1929, Směna - 1929, Na šachtě - 1929) a realizaci monumentálních plastik pro budovu Báňské a hutní společnosti v Moravské Ostravě.

- 1931-1938 Vyvrcholením jeho vývoje se stala dřevěná skulptura Vítězství předznamenávající sérii lyrickopoetických soch (Dvě ženy – 1930, Rozhraní života – 1930, Dívčí akt – 1931, Hoch s koulí – 1931, Ležící žena – 1933, Žena – 1933) a také (Podzim - 1930) představující působivou oslavu přírody. Obavy vyvolané nástupem fašismu se však začaly projevovat tragickou notou jeho posledních předválečných děl (Utonulá – 1933).

V těchto letech si Kubíček začal intenzivně uvědomovat hodnotu přátelství. Proto se častými hosty jeho ateliéru v Králově Poli stávali malíři Trampota, Duša a Foltýn, redaktor Pacovský, spisovatel J.V.Pleva a básník Jiří Mahen.

### II. světová válka
- 1938-1945 Utrpení válečných let zobrazil ve svých dílech (Bez domova – 1937, Zlý osud – 1937, Umučený, Kalvárie).

### Poválečné období
- 1945 – 1972 Odraz utrpení válečných let se zobrazoval i v jeho prvních poválečných dílech (Trpitelka, Opuštěné ženy – 1933). Teprve koncem padesátých let se v dílech stárnoucího umělce začala objevovat filozofie životního klidu s tématem sklizně (Dívka s hroznem – 1948, Dívka s jablkem – 1949, Společná sklizeň) a s čistě humanistickými náměty jako byla např. (Matka s dítětem - 1950, Sedící - 1956).

1965 Je jmenován zasloužilým umělcem
Jeho dílo navzdory postupným proměnám jeho výtvarného nazírání tvoří jednotný celek jehož charakteristickým znakem je umělcova tvůrčí nezávislost. Představuje výrazný přínos českému sochařství první poloviny dvacátého století.
- 29. listopadu 1972 sochař, řezbář a malíř Josef Kubíček, který výrazně obohatil realistickou tradici českého novodobého sochařství, zemřel v Brně.

## Výstavy
Tvorba Josefa Kubíčka byla dosud prezentována na 23 samostatných výstavách a 95 společných výstavách v České republice, Slovenské republice, Polsku, Rusku, Bulharsku, Německu, Rakousku, Švýcarsku, Itálii, Rumunsku, Švédsku a Estonsku.